# Squaw Peak Inn
La Squaw Peak Inn est un hôtel américain à Phoenix, dans le comté de Maricopa, en Arizona. Construits à compter de 1929 environ, ses bâtiments emploient le style Pueblo Revival et sont inscrits au Registre national des lieux historiques depuis le 19 juillet 1996.